# For You (Iriao-dal)
A For You (eredetileg Seni gulisztvisz; magyarul: Neked) a grúz Ethno-Jazz Band Iriao dala, mellyel Grúziát képviselték a 2018-as Eurovíziós Dalfesztiválon Lisszabonban. Az együttest a grúz műsorsugárzó, a GPB kérte fel a szereplésre. A dalt 2018. március 13-án, a mezőny utolsó darabjaként mutatták be.

## Eurovíziós Dalfesztivál
A dalt az Eurovíziós Dalfesztiválon a május 10-i második elődöntőben adták elő, fellépési sorrendben tízedikként az Ausztráliát képviselő Jessica Mauboy We Got Love című dala után és a Lengyelországot képviselő Gromee és Lukas Meijer Light Me Up című dala előtt. Az elődöntőben a tizennyolcadik, utolsó helyen végeztek, így nem jutottak tovább a május 12-i döntőbe.
A következő grúz induló Oto Nemsadze Keep on Going című dala volt a 2019-es Eurovíziós Dalfesztiválon.